# Paso de Tenda
El paso de Tenda (en francés, Col de Tende; en italiano, Colle di Tenda) es un alto puerto de montaña que alcanza una altitud de 1.870 m s. n. m. en los Alpes, en la frontera de Francia e Italia.
Separa los Alpes Marítimos de los Alpes Ligures. Enlaza Niza y Tende en Alpes Marítimos con Cuneo en el Piamonte.
Un túnel de ferrocarril inaugurado en el año 1898 y un túnel por carretera inaugurado en el año 1882 pasa por debajo del paso. El segundo túnel tiene 3,2 kilómetros de longitud y está entre los más antiguos túneles largos por carretera.
El historiador francés François Guizot afirma que la carretera fue desarrollada por vez primera por los fenicios y más adelante la mantuvieron los griegos y los romanos.

Pero, al cabo de tres o cuatro siglos, estas colonias decaen; el comercio de los fenicios se retiró de la Galia, y el único signo importante de su estancia fue una carretera que, empezando en los Pirineos orientales, bordeaba la porción gala del Mediterráneo, cruzó los Alpes por el paso de Tenda, y de esta manera unía Hispania, la Galia e Italia. Después de la retirada de los fenicios, esta carretera la mantuvieron y las repararon, al principio los griegos de Marsella, y posteriormente los romanos.